# Ranunculus abortivus
Ranunculus abortivus är en ranunkelväxtart som beskrevs av Carl von Linné. Ranunculus abortivus ingår i släktet ranunkler, och familjen ranunkelväxter. Inga underarter finns listade i Catalogue of Life.

## Bildgalleri

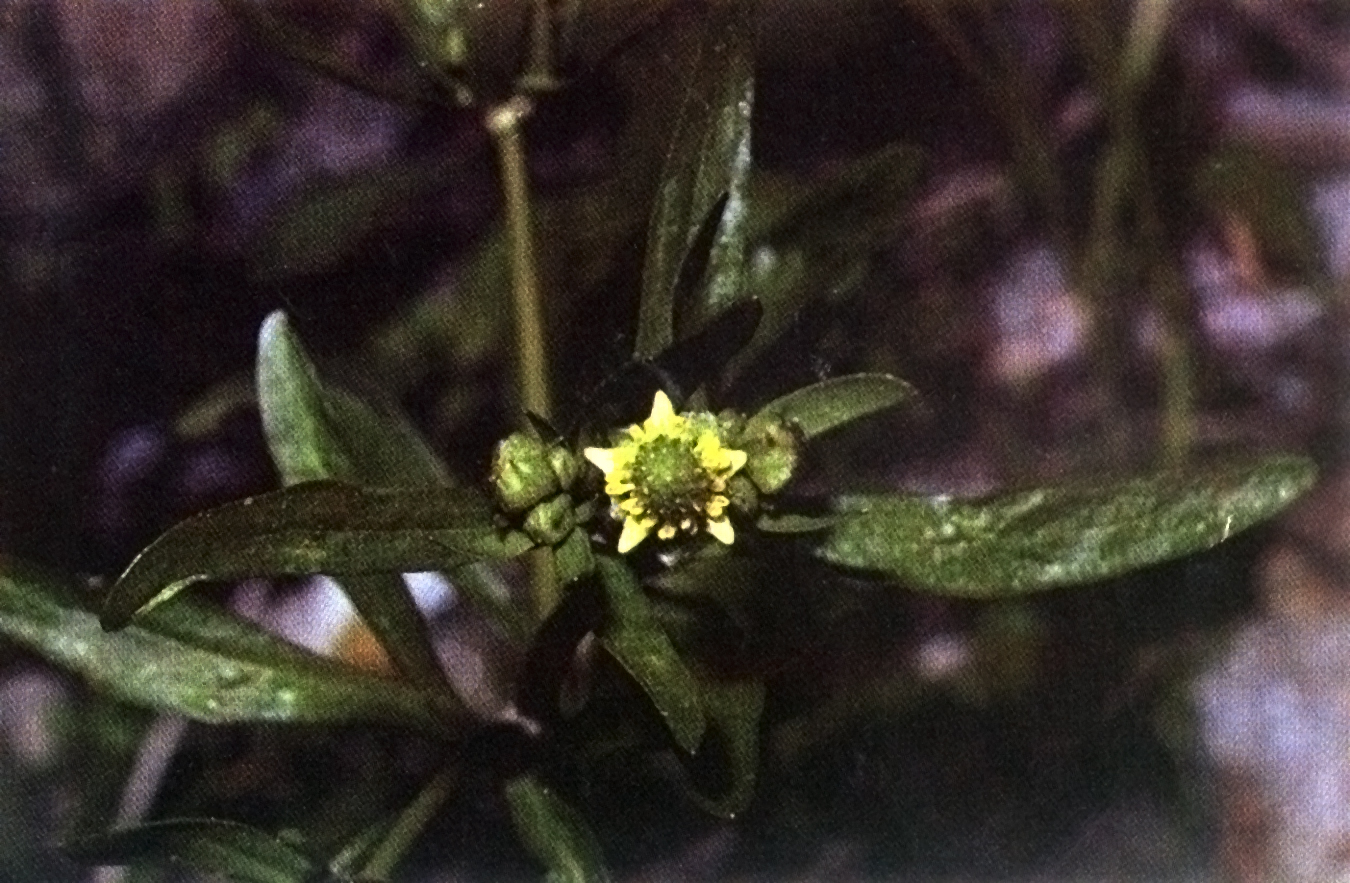
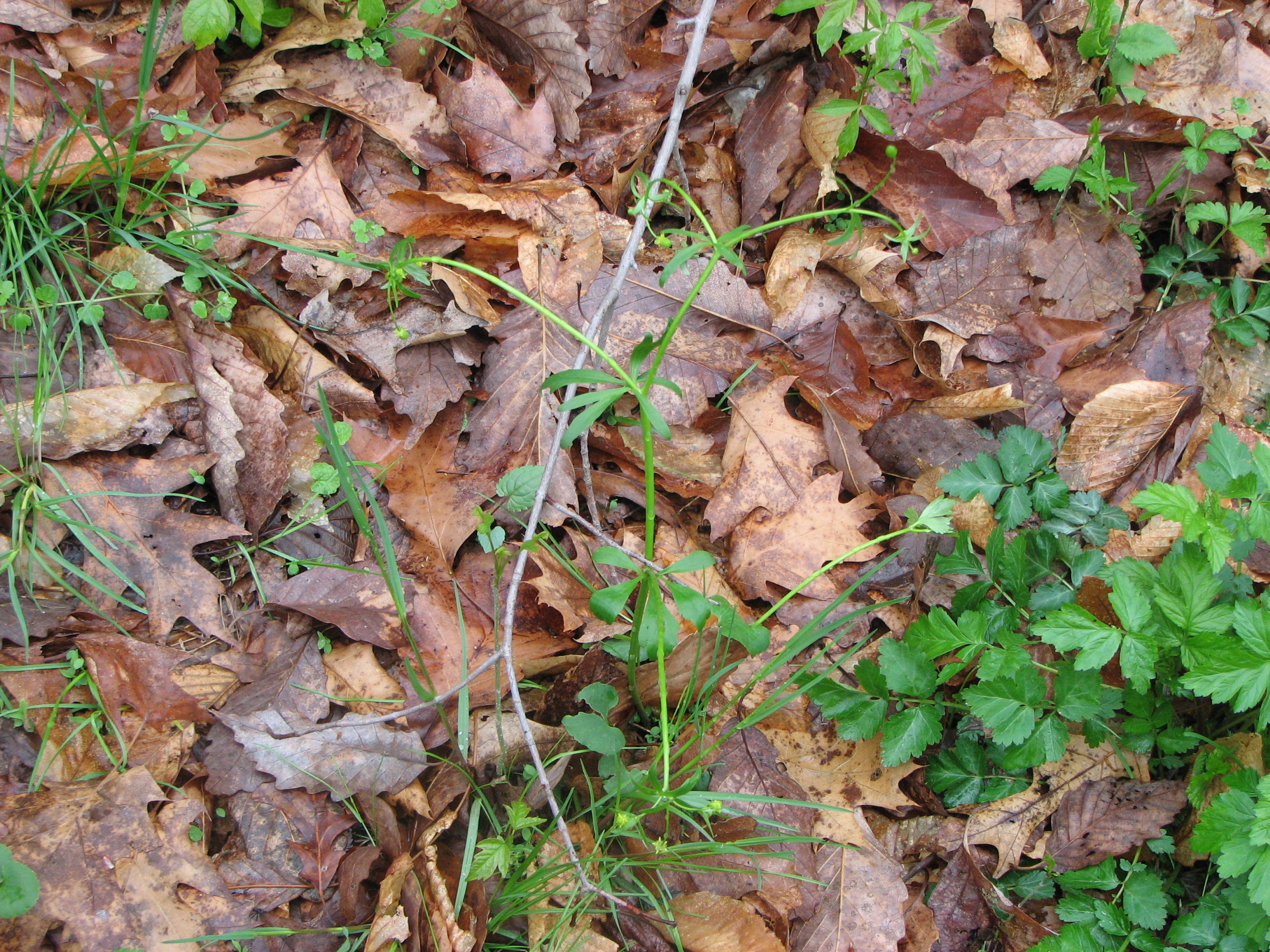